# Lucius Attidius Cornelianus
Lucius Attidius Cornelianus war ein im 2. Jahrhundert n. Chr. lebender römischer Politiker.
Durch Militärdiplome, die z. T. auf den 24. September 151 datiert sind, ist belegt, dass Cornelianus 151 zusammen mit Marcus Cominius Secundus Suffektkonsul war; die beiden traten ihr Amt vermutlich am 1. Juli des Jahres an. Durch ein weiteres Diplom und eine Inschrift aus dem Kastell ed-Dumer ist belegt, dass er von 156/157 bis 162 Statthalter (Legatus Augusti pro praetore) der Provinz Syria war.